# Mljetska bolezen
Mljetska bolezen (keratosis palmoplantaris hereditaria progrediens et transgrediens, mal de Meleda, hrv. mljetska bolest) je redka dedna avtosomsko-recesivna kožna bolezen, ki prizadane predvsem dlani in podplate. Prvi jo je opisal dubrovniški zdravnik Luca Stulli pri pacientih na Mljetu (it. Meleda), Friedrich Jakob Behrend pa jo je 1839 že opisal kot mal de Meleda. Obsežno študijo bolezni je leta 1963 objavil Franjo Kogoj. Domneva se, da je vzrok mutacija gena SLURP1 na kromosomu 8.

## Simptomi
Značilna je močno zadebeljena, razpokana in luščeča se rožena plast pokožnice na dlaneh in podplatih, ki se širi na zapestje in podlaket oz. nart in golen. Bolezen lahko prizadene tudi nohte in prstne kosti (ektomezodermalna displazija), pojavi se čezmerno znojenje (hiperhidroza). V literaturi v nasprotju z Papillò-Lefėvrovim sindromom velja, da ne prizadene ustno-zobnega tkiva, vendar Topić in Šalamon temu nasprotujeta.

## Zdravljenje
Zdravi se z nanosi sredstev za razgradnjo roževine (keratolitiki) ter retinoidi (topikalno). Občasno se sloj stanjša z operacijo. Znojenje se blaži s kopeljo z aluminijevim acetatom ali pripravki na osnovi aluminijevega klorida heksahidrata.